# 横田彩
横田 彩（よこた あや、2月25日 - ）は、日本の女性声優。東京都中央区出身。RME所属。

## 人物
趣味はシルク・ドゥ・ソレイユ鑑賞、ディズニーパレード鑑賞、写真、絵を描くこと。特技はバドミントン。
2019年2月からは声優業と並行して音響エンジニア業にも携わっている。
ゲーム『アイドルマスター シンデレラガールズ』の大西由里子を好み、CV担当を希望している。

## 出演

### テレビアニメ
- BanG Dream! 2nd Season（2019年、女子高生）
- アズールレーン（2019年、ヒューストン）

### 劇場アニメ
- 劇場版 Re:STARS 〜未来へ繋ぐ2つのきらぼし〜（2023年、メイサ後輩）

### ゲーム
2015年
- Vainglory

2016年
- shadow tactics
- star crusade
- Zgirls（月宮銀）
- 武装百姫（鳥飼恵那）

2017年
- アズールレーン（ヒューストン、インディアナポリス、ヒューストンⅡ）
- エンゼルの禁断の恋（南千秋）
- 君はヒーロー（カイザーフェニックス）
- 神代梦華譚（アヌビス、アメミットス）
- 霹靂無双（公孫月、黑衣人）
- Light Tracer（王女）

2018年
- Aetolia-冒険のラプソディー（フェイリス）
- 虚構少女-E.G.O-（ルド、ミトナ）
- キングダムカム・デリバランス（FARM GIRL）
- 蒼青のミラージュ（ティルピッツ）
- 封神ヒーローズ（少彦名神、碧霄 他）

2019年
- アズールレーン クロスウェーブ（インディアナポリス）
- グレントリア -眠レル竜ト暁ノ戦士ノ物語-（アウルム）
- 幻妖物語-十六夜の輪廻（キラリ）
- 三国志無限大戦（夏侯蓮、孫尚香、大喬 他）
- プロジェクト・シルバーウィング（beretta1951）

2020年
- 戦姫ストライク（チロン）

2021年
- イース6 オンライン〜ナピシュテムの匣〜（ウル）

### 吹き替え

#### 映画
- アクト・オブ・バイオレンス（幼少期のローマン、ジェス、アリー）
- セキュリティ（ジェイミー） ※ソフト版
- バーニー・トムソンの殺人日記（英語版）（テレサ 他）
- ハーフネルソン（ステイス、ティナ）
- ハイエナたちの報酬 絶望の一夜（フランス語版）（アレックス）
- バトル・オブ・ガーディアン 〜暗黒部隊vs謎の少女〜（ベイリー）
- フェブラリィ 〜消えた少女の行方〜（キャサリン）
- ブランカとギター弾き（セバスチャン）
- ブリッジ・オブ・ヘル 独ソ・ポーランド東部戦線（チホミロワ、コーリャ）
- レザックスカイ（アントニア 他）

#### テレビドラマ
- パージ（英語版）（ペネオピ・ゲレロ）

#### アニメ
- フェ〜レンザイ -神さまの日常-（2023年）

### ボイスオーバー
- キャロルの小さなアドバイス（英語版） ※Netflix版

### 舞台
- 戦場に散りし十字架と塩胡椒、最後に愛と。「愛しみ哀しみの白衣」（スネール）

### その他
- 天空の楽園 日本一の星空ナイトツアー ガイド音声（スピカ）